# Poise
Pour les articles homonymes, voir Ferdinand Poise.
La (ou le) poise est l'unité CGS de viscosité dynamique, de symbole P ou Po. Définie comme la viscosité d'un fluide pour lequel une contrainte tangentielle d'une dyne par cm2 permet de maintenir une vitesse de 1 cm/s entre deux plans parallèles séparés par 1 cm de ce liquide, une poise vaut une dyne-seconde par centimètre carré ou un dixième de poiseuille (c'est-à-dire 0,1 Pa s).
La poise est souvent utilisée avec le préfixe centi, pour donner la centipoise, de symbole cP : 1 cP = 1 mPa s. La viscosité de l'eau à 20 °C est ainsi de une centipoise.
Une viscosité surfacique est donnée en poises surfaciques (surface poise en anglais). 1 surface poise correspond à 1 g/s.

## Histoire
L'usage du newton comme unité de force a été rendu obligatoire à partir de 1948, lors de la quatrième séance de la neuvième Conférence générale des poids et mesures. La 9e CGPM  établit ensuite que l'unité de viscosité dynamique est la décapoise (nommée poiseuille puis seulement pascal seconde). L'unité de viscosité cinématique est la myriastokes. La décapoise est la viscosité dynamique d'un fluide dans lequel le mouvement rectiligne et uniforme dans son plan d'une surface plane de 1 mètre carré, donne lieu à une force retardatrice de un newton, lorsque le gradient de vitesse du fluide en contact avec la surface est de un mètre par seconde par mètre d'écartement normal à la surface. Le myriastokes est la viscosité cinématique d'un fluide dont la viscosité dynamique est une décapoise et la masse par unité de volume est de un kilogramme par mètre cube.